# Calabazar de Sagua
Calabazar de Sagua är en ort i Kuba.   Den ligger i provinsen Provincia de Villa Clara, i den centrala delen av landet, 260 km öster om huvudstaden Havanna. Calabazar de Sagua ligger 65 meter över havet och antalet invånare är 10 455.
Terrängen runt Calabazar de Sagua är platt. Runt Calabazar de Sagua är det ganska glesbefolkat, med 48 invånare per kvadratkilometer. Närmaste större samhälle är Cifuentes, 15,8 km väster om Calabazar de Sagua. Trakten runt Calabazar de Sagua består till största delen av jordbruksmark.